# Hermann Anton von Hatzfeldt
Hermann Friedrich Anton 2. Fürst von Hatzfeldt zu Trachenberg (* 2. Oktober 1808 in Berlin; † 20. Juli 1874 auf Schloss Trachenberg) war ein deutscher Standesherr und Politiker.

## Leben
Hermann von Hatzfeldt zu Trachenberg war der älteste Sohn von Franz Ludwig Fürst von Hatzfeldt zu Trachenberg (1756–1827) und dessen Ehefrau Friederike Caroline (Sophie) geborene Gräfin von der Schulenburg-Kehnert (1779–1832). Sein jüngerer Bruder Maximilian von Hatzfeldt-Trachenberg (1813–1859) wurde Diplomat, seine ältere Schwester war Sophie von Hatzfeldt (1805–1881), die Lebensgefährtin Ferdinand Lassalles.
Hermann von Hatzfeldt zu Trachenberg, der katholischer Konfession war, heiratete am 11. Juni 1831 in Trachenberg in erster Ehe Henriette Charlotte Luise Mathilde Gräfin von Reichenbach-Goschütz (1799–1858), einer Tochter des Grafen Heinrich Leopold von Reichenbach-Goschütz, Herr auf Schmarker-Ellguth und Krutschen. Die Ehe wurde am 6. Oktober 1846 geschieden. Am 6. April 1847 heiratete er in Laskowitz seine zweite Ehefrau Marie Mathilde Leokadie Anna geborene von Nimptsch (1820–1897), Witwe des preußischen Diplomaten Ludwig August von Buch und Tochter des Generallandschaftsrepräsentanten Carl Friedrich von Nimptsch, Herr auf Jäschkowitz und Sibotschütz. Nach katholischem Kirchenrecht zog dies im selben Jahr seine Exkommunikation durch Fürstbischof Melchior von Diepenbrock nach sich. Beide Ehefrauen waren protestantischer Konfession. Sein Sohn aus zweiter Ehe Hermann von Hatzfeldt (1848–1933) folgte ihm in der Standesherrschaft nach.
Hermann von Hatzfeldt zu Trachenberg wurde 1827 Fürst im Fürstentum Trachenberg. Bis 1830 zogen sich Erbauseinandersetzungen mit der Wildenburger Linie der Familie über die Aufteilung des Besitzes in Trachenberg, im Rheinland und in Waldmanshofen in Franken hin. Von 1839 bis 1847 war er General-Landschaftsdirektor in Schlesien und leitete die Schlesische Landschaft. 1843 erwarb er die Rittergüter Bärsdorf bei Bojanowo und Gußwitz in der Provinz Posen.
Hermann von Hatzfeldt zu Trachenberg war von 1827 bis 1874 Mitglied des Provinziallandtags der Provinz Schlesien. 1842 war er für die Provinz Schlesien Mitglied der Vereinigten Ständischen Ausschüsse und 1847 des Vereinigten Landtags. 1849 wurde er in die II. Preußische Kammer gewählt. Als erblich Berechtigter für das Fürstentum Trachenberg war er von 1854 bis 1874 Mitglied im Preußischen Herrenhauses. 1850 war er Mitglied im Volkshaus des Erfurter Unionsparlament.

## Nachkommen
Kinder mit der Mathilde von Reichenbach-Goschütz:
- Stanislaus (* 7. Dezember 1831; † 27. November 1870) ⚭ Gisela Gräfin von Dyhrn-Schönau (1824–1896); gefallen bei Amiens.
- Franziska (* 13. Juni 1833; † 6. November 1922) ⚭ (1) Paul von Nimptsch (1823–1858); (2) Walter Freiherr von Loë (1828–1908)
- Elisabeth (* 19. November 1839; † 12. Januar 1914) ⚭ Karl Ludwig Fürst zu Carolath-Beuthen (1845–1912)

Kinder mit der Marie von Nimptsch:
- Hermann Fürst von Hatzfeldt, Herzog zu Trachenberg (* 4. Februar 1848; † 14. Januar 1933) ⚭ Nathalie Gräfin von Benckendorff (1854–1931)
- Hermine (* 13. Mai 1852; † 22. März 1906) ⚭ (1) Eduard Graf Teleki von Szék (1841–1896); (2) Emil Freiherr von Hoenning O’Carroll (1833–1894)